# جيك فينتر
جيك فينتر (2 يونيو 1997 - ) (بالإنجليزية: Jake Winter)‏ هو لاعب كريكت أسترالي. لعب مع فريق جنوب أستراليا للكريكت ‏.

## وصلات خارجية
- جيك فينتر على موقع إي آس بي آن كريك إنفو (الإنجليزية)